# Libocedrus yateensis
Libocedrus yateensis är en cypressväxtart som beskrevs av André Guillaumin. Libocedrus yateensis ingår i släktet Libocedrus och familjen cypressväxter. IUCN kategoriserar arten globalt som starkt hotad. Inga underarter finns listade i Catalogue of Life.